# Nekrolog 1751
Nekrolog
◄◄
| ◄
| 1747
| 1748
| 1749
| 1750
| 1751 | 1752 | 1753 | 1754 | 1755 | ► | ►►
Weitere Ereignisse | Allgemeiner Nekrolog 1751
Die Beschreibung der verstorbenen Person sollte so kurz wie möglich gehalten sein und nur deren signifikante Tätigkeit(en) enthalten.
Neue Namen ggf. auch unter dem Geburts- und Sterbedatum, also etwa unter 1. Januar und im Geburts- und Sterbejahr (2024) eintragen (nur bei entsprechender großer Wichtigkeit). Für Beispiele siehe die schon vorhandenen Artikel.
Außerdem über die fünf zuletzt Verstorbenen, zu denen es einen ausreichend guten Artikel für eine Präsentation auf der Hauptseite gibt, nach der todesbedingten Überarbeitung der Artikel ggf. auch unter Wikipedia Diskussion:Hauptseite informieren und sie am besten auch in den anderen Wikipedia-Sprachversionen eintragen. Tipp: Regelmäßig bei news.google.de nach „ist tot“, „gestorben“ oder „verstorben“ suchen.
Wenn eine Person gestorben ist, gibt es viele Seiten zu dieser Person in der Wikipedia, die davon auch betroffen sind und entsprechend aktualisiert werden müssen. Beispiele: Namenübersichtsseite, Geburtsjahr, Geburtsort-Seiten und viele mehr.
Wie finde ich die betroffenen Seiten?
Im Suchfeld auf der linken Seite gibt man den Suchbegriff so ein: „Vorname Nachname“. Dann klickt man auf Volltext und alle Seiten mit entsprechendem Suchtext werden aufgerufen. Hier sieht man dann schnell, wo auch das Todesjahr Sinn macht oder sogar ein Teil des Artikels angepasst werden muss. Auch hilft das „Werkzeug“ auf der linken Seite sehr gut, um solche Seiten aufzufinden: „Links auf diese Seite“. Somit ist die Wikipedia wieder aktuell in allen Bereichen! Hinweis: bei Eintragung der Kategorie „Gestorben JAHR“ wird der Missbrauchsfilter 49 ausgelöst, was jedoch nicht schlimm ist. Siehe: Spezial:Missbrauchsfilter/49
Dies ist eine Liste von im Jahr 1751 verstorbenen bekannten Persönlichkeiten. Die Einträge erfolgen innerhalb der einzelnen Daten alphabetisch sortiert. Tiere sind im Nekrolog für Tiere zu finden.

## Januar
| Tag        | Name                                | Beruf, bekannt als                                      | Alter | Beleg |
| ---------- | ----------------------------------- | ------------------------------------------------------- | ----- | ----- |
| 1. Januar  | Pierre de Beaupoil de Saint-Aulaire | französischer Bischof                                   |       |       |
| 2. Januar  | Livio Retti                         | italienischer Künstler und Maler                        | 58    |       |
| 6. Januar  | Magnus Crusius                      | deutscher evangelischer Theologe                        | 53    |       |
| 6. Januar  | Markus Tuscher                      | deutscher Maler und Kupferstecher                       |       |       |
| 13. Januar | Thomas Thynne, 2. Viscount Weymouth | britischer Adliger und Politiker                        | 40    |       |
| 17. Januar | Tomaso Albinoni                     | italienischer Komponist und Violinist                   | 79    |       |
| 23. Januar | Lobsang Trashi                      | Anführer der tibetischen Unruhen in Lhasa im Jahre 1750 |       |       |
| 26. Januar | Hermann Carl von Ogilvy             | kaiserlicher Generalfeldmarschall                       | 71    |       |
| 26. Januar | Hermann Riedesel zu Eisenbach       | General, 22. Hessischer Erbmarschall                    | 68    |       |
| 27. Januar | Georg Christoph von Natzmer         | preußischer Generalmajor                                | 56    |       |
| 29. Januar | Martin Knutzen                      | deutscher Philosoph                                     | 37    |       |
| 29. Januar | Jacob van Schuppen                  | Hofmaler am kaiserlichen Hof in Wien                    | 81    |       |
| 30. Januar | Ferdinand Andreas von Wiser         | kurpfälzischer Hofbeamter und Diplomat                  | 74    |       |

## Februar
| Tag         | Name                                | Beruf, bekannt als | Alter | Beleg |
| ----------- | ----------------------------------- | --- | ----- | ----- |
| 3. Februar  | Christian David                     | Gründer von Herrnhut und Missionar der Herrnhuter Brüdergemeine („Brüder-Unität“) in Grönland, Holland, Livland und Pennsylvanien | 58    |       |
| 3. Februar  | Johann Hermann Franz von Nesselrode | kaiserlich österreichischer Feldmarschall                                                                                         | 79    |       |
| 3. Februar  | Ōoka Tadasuke                       | japanischer Beamter des Bakufu in der mittleren Edo-Zeit                                                                          |       |       |
| 7. Februar  | Friedrich IV.                       | Landgraf von Hessen-Homburg | 26    |       |
| 8. Februar  | Nicola Salvi                        | italienischer Architekt | 53    |       |
| 9. Februar  | Henri François d’Aguesseau          | französischer Politiker, Jurist und Redner                                                                                        | 82    |       |
| 9. Februar  | Johann Matthias Kaeuffelin          | deutscher Philosoph und Rechtswissenschaftler                                                                                     | 54    |       |
| 10. Februar | Quirin Weber                        | deutscher Orgelbauer | 57    |       |
| 11. Februar | Lukas Fattet                        | Schweizer Unternehmer und Pietist                                                                                                 | 58    |       |
| 11. Februar | Johann Christian Feige              | deutscher Bildhauer und Bildschnitzer                                                                                             | 62    |       |
| 17. Februar | Ernst Konrad Holtzendorff           | deutscher Mediziner und erster Generalchirurg der preußischen Armee                                                               | 62    |       |
| 18. Februar | Giuseppe Matteo Alberti             | italienischer Komponist und Violinist des Barock                                                                                  | 65    |       |
| 24. Februar | Johann Michael Heusinger            | deutscher Theologe, Pädagoge und Heimatforscher                                                                                   | 60    |       |
| 24. Februar | Christian Gottlieb Schwarz          | deutscher Philologe und Hochschullehrer                                                                                           | 75    |       |
| 25. Februar | Georg Caspar Schürmann              | deutscher Komponist |       |       |
| 26. Februar | Gerold Haimb                        | Schweizer Benediktinermönch, Fürstabt des Klosters Muri                                                                           | 72    |       |
| 27. Februar | Wilhelm d’Aubigny                   | Bürgermeister von Kassel | 52    |       |
| 27. Februar | Johann Christoph Richter            | deutscher Handels- und Ratsherr                                                                                                   | 61    |       |
| 27. Februar | Anton Preysinger                    | österreichischer Orgelbauer und Stadtrichter                                                                                      | ≈41   |       |

## März
| Tag      | Name                          | Beruf, bekannt als                                                  | Alter | Beleg |
| -------- | ----------------------------- | ------------------------------------------------------------------- | ----- | ----- |
| 8. März  | Johann Benjamin Thomae        | deutscher Bildhauer                                                 | 69    |       |
| 15. März | Engelbrecht Brasche           | Lübecker Kaufmann und Ratsherr                                      |       |       |
| 18. März | Petrus IV. Emons              | 42. Abt der Abtei Marienstatt                                       |       |       |
| 21. März | Adam Levin I. von Knuth       | mecklenburgischer Geheimer Rat                                      | 69    |       |
| 21. März | Johann Heinrich Zedler        | deutscher Buchhändler und Verleger                                  | 45    |       |
| 22. März | Johann Friedrich Fürstenau    | deutscher Mediziner                                                 | 26    |       |
| 24. März | Johann Pálffy                 | kaiserlicher Feldmarschall, kroatischer Ban und ungarischer Palatin | 86    |       |
| 29. März | Thomas Coram                  | britischer Geschäftsmann und Philanthrop                            |       |       |
| 30. März | Louise Julie de Mailly-Nesle  | Mätresse des französischen Königs Ludwig XV.                        | 41    |       |
| 31. März | Friedrich Ludwig von Hannover | Prinz von Wales                                                     | 44    |       |

## April
| Tag       | Name                                | Beruf, bekannt als                                                       | Alter | Beleg |
| --------- | ----------------------------------- | ------------------------------------------------------------------------ | ----- | ----- |
| 5. April  | Friedrich                           | König von Schweden                                                       | 74    |       |
| 7. April  | Karl Otto Rechenberg                | deutscher Rechtswissenschaftler, Dichter und Historiker                  | 61    |       |
| 9. April  | Luise Sophie von Hanau              | deutsche Gräfin                                                          | 88    |       |
| 11. April | Burkhard David Mauchart             | deutscher Mediziner und Hochschullehrer in Tübingen                      | 54    |       |
| 12. April | Sigismund von Kollonitz             | Erzbischof von Wien und Kardinal                                         | 73    |       |
| 14. April | Augustin Liebhart Michl             | deutscher Theologe                                                       | 89    |       |
| 19. April | Samuel von Schlichting              | preußischer Generalleutnant, zuletzt Chef des Infanterie-Regiments Nr. 2 |       |       |
| 20. April | Gisela Agnes von Anhalt-Köthen      | Prinzessin von Anhalt-Köthen, durch Heirat Fürstin von Anhalt-Dessau     | 28    |       |
| 22. April | Francis Scott, 2. Duke of Buccleuch | schottischer Adliger                                                     | 56    |       |
| 23. April | Jacques I.                          | Fürst von Monaco                                                         | 61    |       |
| 24. April | Charles Calvert, 5. Baron Baltimore | Lord Proprietor von Maryland                                             | 51    |       |
| 24. April | Anna Schnidenwind                   | deutsche Bäuerin, die als „Hexe“ hingerichtet wurde                      |       |       |
| 27. April | Johann Wilhelm von Berger           | deutscher Philosoph und Rhetoriker                                       | 78    |       |
| 30. April | Cajetan Gerstlacher                 | Propst im Augustiner-Kloster Beuerberg                                   | 53    |       |
| 30. April | Peter von Lacy                      | Marschall in russischen Diensten                                         | 72    |       |

## Mai
| Tag     | Name                              | Beruf, bekannt als                                          | Alter | Beleg |
| ------- | --------------------------------- | ----------------------------------------------------------- | ----- | ----- |
| 2. Mai  | Maria Maddalena Musi              | italienische Opernsängerin                                  | 81    |       |
| 9. Mai  | Christian Ludwig Hermann          | deutscher Baumeister                                        |       |       |
| 9. Mai  | Georg Mannlich                    | Schweizer Offizier                                          |       |       |
| 10. Mai | Johann Beyer                      | Hamburger Astronom                                          | 77    |       |
| 11. Mai | Johann Christian Kundmann         | deutscher Mediziner und Numismatiker                        | 66    |       |
| 14. Mai | Henry Theodore Reinhold           | deutscher Opernsänger                                       |       |       |
| 19. Mai | Friedrich Ludwig Felix von Borcke | preußischer Generalmajor                                    | 49    |       |
| 19. Mai | Heinrich Hase                     | Abt des Klosters Liesborn                                   | 79    |       |
| 19. Mai | Józef Potocki                     | polnisches Mitglied der Szlachta und Großhetman             |       |       |
| 20. Mai | Domènech Terradellas              | spanischer Opernkomponist                                   | 40    |       |
| 27. Mai | Johan III. de Witt                | Präsident der Rechenkammer der Österreichischen Niederlande | 56    |       |

## Juni
| Tag      | Name                         | Beruf, bekannt als                                 | Alter | Beleg |
| -------- | ---------------------------- | -------------------------------------------------- | ----- | ----- |
| 1. Juni  | Theodor Crüger               | deutscher lutherischer Theologe und Historiker     | 56    |       |
| 6. Juni  | Christlieb von Clausberg     | deutscher Mathematiker                             | 61    |       |
| 7. Juni  | Franz von Dyrnhard           | Benediktiner                                       | 59    |       |
| 9. Juni  | John Machin                  | britischer Astronom und Mathematiker               |       |       |
| 15. Juni | Michael Adolf Siebenhaar     | deutscher Maler und Zeichner                       | 60    |       |
| 20. Juni | Johann Baptist Ferolski      | deutscher Architekt des Barock, Festungsbaumeister |       |       |
| 26. Juni | Jean de Chambrier            | Neuenburger Diplomat und Gesandter                 | 64    |       |
| 27. Juni | Georg Wilhelm Oeder          | deutscher Bibliothekar und Pädagoge                | 30    |       |
| 28. Juni | Hieronymus Cristani von Rall | Salzburger Hofkanzler                              |       |       |
| 30. Juni | Andreas Ludwig Leitgeb       | österreichischer Jurist und Beamter                |       |       |
| 30. Juni | Wolfgang Jakob Sulzer        | Augsburger Politiker und Jurist                    | 66    |       |

## Juli
| Tag      | Name                                           | Beruf, bekannt als                                       | Alter | Beleg |
| -------- | ---------------------------------------------- | -------------------------------------------------------- | ----- | ----- |
| 4. Juli  | Jürgen Matthias von der Hude                   | deutscher Maler                                          |       |       |
| 6. Juli  | Johann Friedrich von Berlichingen              | k.k General der Kavallerie                               | 69    |       |
| 11. Juli | Auguste Dorothea von Braunschweig-Wolfenbüttel | Fürstin von Schwarzburg-Arnstadt                         | 84    |       |
| 11. Juli | Scipione Sersale                               | Bischof von Lecce                                        | 60    |       |
| 12. Juli | Johann Kaspar Löscher                          | deutscher evangelischer Theologe                         | 74    |       |
| 12. Juli | Tokugawa Yoshimune                             | japanischer Shogun                                       | 66    |       |
| 17. Juli | Johann Conrad Lichtenberg                      | deutscher Librettist, Baumeister und Theologe            | 61    |       |
| 22. Juli | Johann Melchior Kraft                          | deutscher lutherischer Theologe                          | 78    |       |
| 25. Juli | Johann Friedrich Lampe                         | deutsch-britischer Komponist                             | 47    |       |
| 27. Juli | Lucas von Spreckelsen                          | deutscher Jurist, Ratsherr und Bürgermeister von Hamburg | 60    |       |
| 29. Juli | Benjamin Robins                                | britischer Ingenieur                                     |       |       |
| 31. Juli | Benigna Marie Reuß zu Ebersdorf                | deutsche Kirchenliederdichterin                          | 55    |       |

## August
| Tag        | Name                      | Beruf, bekannt als                                                                  | Alter | Beleg |
| ---------- | ------------------------- | ----------------------------------------------------------------------------------- | ----- | ----- |
| 11. August | Johann Eberhard Jung      | deutscher Bauer und Köhler                                                          | 70    |       |
| 12. August | Johann Lucas Thering      | deutscher Jurist, Hof- und Baurat sowie Oberbürgermeister von Frankfurt an der Oder |       |       |
| 18. August | Samuel von Schmettau      | preußischer Generalfeldmarschall                                                    | 67    |       |
| 22. August | Andreas Gordon            | schottischer Theologe, Philosoph, Physiker und Benediktinermönch                    | 39    |       |
| 25. August | Christian Friedrich Rolle | deutscher Organist und Komponist des Barock                                         | 70    |       |
| 26. August | Georg Burkhard Lauterbach | deutscher Bibliothekar                                                              | 67    |       |
| 30. August | Christopher Polhem        | schwedischer Wissenschaftler und Erfinder                                           | 89    |       |

## September
| Tag           | Name                                        | Beruf, bekannt als                             | Alter | Beleg |
| ------------- | ------------------------------------------- | ---------------------------------------------- | ----- | ----- |
| 4. September  | Jacques Philippe d’Orville                  | niederländischer Altphilologe                  | 55    |       |
| 8. September  | André-Dominique-Jean-Baptiste de Castellane | französischer Bischof                          |       |       |
| 9. September  | Sara Rothé                                  | niederländische Herstellerin von Puppenhäusern | 52    |       |
| 14. September | Johann Matthias Florin                      | deutscher Hochschullehrer                      | 71    |       |
| 14. September | Johann Michael Hoppenhaupt                  | deutscher Bildhauer und Baumeister             | 66    |       |
| 18. September | Johann Andreas Hommel                       | deutscher Maler des Barocks                    | 74    |       |
| 18. September | Leopoldo Retti                              | italienischer Architekt                        |       |       |
| 19. September | Franz Xaver Forchner                        | deutscher Barockmaler                          | 33    |       |
| 19. September | William Robinson                            | britischer Politiker                           | 58    |       |
| 21. September | Christian Kortholt der Jüngere              | deutscher lutherischer Theologe                | 42    |       |
| 22. September | Andreas Gillardon der Jüngere               | Schweizer reformierter Pfarrer                 | 53    |       |
| 29. September | Antonius von Mainersberg                    | salzburgischer Geistlicher                     | 77    |       |

## Oktober
| Tag         | Name                                     | Beruf, bekannt als | Alter | Beleg |
| ----------- | ---------------------------------------- | --- | ----- | ----- |
| 2. Oktober  | Pierre du Mage                           | französischer Organist und Komponist                                                                                                | 77    |       |
| 2. Oktober  | Thomas Mathews                           | britischer Seeoffizier |       |       |
| 7. Oktober  | Johann Balthasar Pott                    | königlich großbritannischer und kurfürstlich braunschweigisch-lüneburgischer Amtmann in Hagen und Stotel                            |       |       |
| 7. Oktober  | Karl Sophronius Philipp von Wartensleben | sächsischer Kabinettsminister, Graf von Flodrop                                                                                     | 71    |       |
| 16. Oktober | Christine Charlotte zu Solms-Braunfels   | Prinzessin von Hessen-Homburg | 60    |       |
| 21. Oktober | Annibale Albani                          | italienischer Kardinal | 69    |       |
| 22. Oktober | Wilhelm IV.                              | Fürst zu Nassau | 40    |       |
| 25. Oktober | Namiki Sōsuke                            | japanischer Schriftsteller |       |       |
| 26. Oktober | Philip Doddridge                         | englischer Hymnendichter des Barock                                                                                                 | 49    |       |
| 27. Oktober | Johann Georg Dominikus Grasmair          | österreichischer Maler des Barock                                                                                                   | 60    |       |
| 28. Oktober | Friedrich Gottlob Herzog                 | deutscher evangelischer Theologe | 62    |       |
| 28. Oktober | Philipp Bogislav von Schwerin            | preußischer Generalleutnant, Chef des Infanterieregiments Nr. 13, Amtshauptmann von Zossen und Drost von Bislich im Herzogtum Kleve | 51    |       |
| 29. Oktober | Bartholomew Green                        | amerikanischer Drucker |       |       |

## November
| Tag          | Name                                        | Beruf, bekannt als                                                                               | Alter | Beleg |
| ------------ | ------------------------------------------- | ------------------------------------------------------------------------------------------------ | ----- | ----- |
| 6. November  | Louis-François d’Aumont                     | französischer Adliger und Militär                                                                | 80    |       |
| 7. November  | Heinrich Bokemeyer                          | Theologe, Dichter, Komponist                                                                     |       |       |
| 11. November | Julien Offray de La Mettrie                 | französischer Arzt und Philosoph                                                                 | 41    |       |
| 15. November | Benedikt Gambs                              | deutscher Künstler                                                                               |       |       |
| 16. November | George Graham                               | englischer Uhrmacher                                                                             | 78    |       |
| 18. November | Abraham Vater                               | deutscher Mediziner und Philosoph                                                                | 66    |       |
| 19. November | Karl Gottlieb von Arnswaldt                 | kaiserlich-königlich Generalfeldwachtmeister und zuletzt Kommandant der Festung Olmütz           |       |       |
| 23. November | Maximilian Heidenreich Droste zu Vischering | Amtsdroste und Geheimer Rat                                                                      | 67    |       |
| 26. November | Leonhard von Porto Maurizio                 | Franziskaner-Mönch und Prediger                                                                  | 74    |       |
| 28. November | Jacobus Odé                                 | niederländischer Philosoph, reformierter Theologe, Mathematiker, Astronom, Geograph und Physiker | 52    |       |
| 30. November | Jean-Philippe de Chéseaux                   | Schweizer Astronom                                                                               | 33    |       |

## Dezember
| Tag          | Name                                           | Beruf, bekannt als | Alter | Beleg |
| ------------ | ---------------------------------------------- | --- | ----- | ----- |
| 4. Dezember  | Georg Belitz                                   | evangelischer Pfarrer und Schriftsteller                                                                                   | 53    |       |
| 5. Dezember  | Johann Friedrich Kayser                        | deutscher rechtswissenschaftler                                                                                            | 66    |       |
| 8. Dezember  | Joseph Lothar von Königsegg-Rothenfels         | österreichischer Feldmarschall                                                                                             | 78    |       |
| 8. Dezember  | Arnold Goswin von Rittberg                     | königlich preußischer Generalmajor und Chef des Garnisonsregiments Nr. 10                                                  |       |       |
| 12. Dezember | Henry St. John, 1. Viscount Bolingbroke        | britischer Politiker und Philosoph                                                                                         | 73    |       |
| 16. Dezember | Leopold II. Maximilian                         | Fürst von Anhalt-Dessau und preußischer General                                                                            | 50    |       |
| 16. Dezember | Johann Christian Schöttgen                     | deutscher Theologe, Pädagoge und Historiker                                                                                | 64    |       |
| 18. Dezember | Kilian Ignaz Dientzenhofer                     | Baumeister des böhmischen Barock                                                                                           | 62    |       |
| 19. Dezember | Louise von Großbritannien, Irland und Hannover | britische Prinzessin, Königin von Dänemark und Norwegen                                                                    | 27    |       |
| 19. Dezember | Balthasar Gerhard Hanneken                     | deutscher evangelisch-lutherischer Geistlicher, Hauptpastor am Lübecker Dom und Senior                                     | 73    |       |
| 20. Dezember | Christian Heinrich Eckhard                     | deutscher Jurist | 35    |       |
| 22. Dezember | Johann Tobias Augustynowicz                    | Erzbischof von Lemberg | 87    |       |
| 26. Dezember | Girolamo Nicolò Laurenti                       | italienischer Violinist und Komponist                                                                                      | 73    |       |
| 28. Dezember | Erich Philipp Ploennies                        | deutscher Mathematiker und Kartograph                                                                                      | 79    |       |
| 29. Dezember | Friedrich Rudolf von Rothenburg                | preußischer Generalleutnant, Herr der Stadt Rothenburg an der Oder und Ritter des Schwarzen Adlerordens                    | 41    |       |
| 31. Dezember | Adam Friedrich von Schönberg                   | königlich-polnischer und kurfürstlich-sächsischer wirklicher Geheimer Rat und Obersteuereinnehmer sowie Rittergutsbesitzer | 63    |       |

## Datum unbekannt
| Tag | Name                                       | Beruf, bekannt als                                                               | Alter | Beleg |
| --- | ------------------------------------------ | -------------------------------------------------------------------------------- | ----- | ----- |
|     | Richard Cassels                            | deutscher Architekt                                                              |       |       |
|     | Manuel Correia de Lacerda                  | portugiesischer Gouverneur von Portugiesisch-Timor                               |       |       |
|     | Johann Benedikt Ettl                       | Baumeister und Architekt in Augsburg                                             |       |       |
|     | Ferdinando Galimberti                      | italienischer Komponist, Geiger und Musikpädagoge                                |       |       |
|     | Franz Reinhard von Gemmingen               | baden-durlachscher Kammerjunker und Obervogt                                     |       |       |
|     | François Robichon de la Guérinière         | französischer Reiter und Autor                                                   |       |       |
|     | Damian Hartard von und zu Hattstein        | deutscher Genealoge                                                              |       |       |
|     | Robert Hazard                              | britischer Politiker                                                             |       |       |
|     | Eilert Köhler                              | deutscher Orgelbauer                                                             |       |       |
|     | Paul de Lamerie                            | englischer Goldschmied                                                           |       |       |
|     | Stephan Mösinger                           | Abt des Zisterzienserklosters Kloster Langheim                                   |       |       |
|     | Eberhard Diedrich Taube von Odenkat        | schwedischer Graf, Mitglied im schwedischen Reichsrat und Reichsadmiral          |       |       |
|     | Christian Ehrenfried Charisius von Olthoff | schwedischer Regierungsbeamter, Diplomat, Postdirektor und Theaterschriftsteller |       |       |
|     | Claudius Innocentius du Paquier            | Begründer der Wiener Porzellanmanufaktur                                         |       |       |
|     | Giovanni Reali                             | italienischer Violinist, Komponist und Kapellmeister                             |       |       |
|     | Johann Georg Schauberger                   | österreichischer Bildhauer, Stuckateur und Maler des Spätbarock                  |       |       |
|     | Jan Władysław Suchodolec                   | polnischer Baumeister, Geodät und Kartograf in preußischem Dienst                |       |       |
|     | Adam Heinrich von Witzleben                | deutscher Kommandant und Obristwachtmeister                                      |       |       |